# Higginsia arborea
Higginsia arborea är en svampdjursart som först beskrevs av Keller 1891.  Higginsia arborea ingår i släktet Higginsia och familjen Heteroxyidae.
Artens utbredningsområde är Eritrea. Inga underarter finns listade i Catalogue of Life.